# Polany (Korsze)
Polany (deutsch Annafeld) ist ein kleiner Ort in der polnischen Woiwodschaft Ermland-Masuren und gehört zur Gmina Korsze (Stadt- und Landgemeinde Korschen) im Powiat Kętrzyński (Kreis Rastenburg).

## Geographische Lage
Polany liegt in der nördlichen Mitte der Woiwodschaft Ermland-Masuren, 15 Kilometer nordwestlich der Kreisstadt Kętrzyn (deutsch Rastenburg).

## Geschichte
Der kleine Ort Annafeld wurde vor 1871 „Annafeldt“ geschrieben. Am 15. Januar 1857 wurde er gegründet, wie es im Amtsblatt der königlich preußischen Regierung in Königsberg vermerkt war: „Dem auf der Feldmark des Dorfes Schönfließ, im Kreise Rastenburg, neu entstandenen Abbau ist der Name Annafeldt beigelegt worden, ohne daß in den bisherigen Communal-, polizeilichen und sonstigen Verhältnissen hierdurch etwas  geändert wird“. Der Ort war ein Wohnplatz in der Gemeinde Schönfließ (heute polnisch Kraskowo), von 1936 bis 1945 ein Gut. 1885 waren in Annafeld 44, 1905 dann 47 Einwohner registriert.
Als 1945 in Kriegsfolge das gesamte südliche Ostpreußen an Polen überstellt wurde, war auch Annafeld davon betroffen. Es erhielt die polnische Namensform „Polany“ und ist heute als „Przysiółek wsi“ nach Kraskowo (deutsch Schönfließ) einbezogen. Somit ist es eine Ortschaft innerhalb der Stadt- und Landgemeinde Korsze (Korschen) im Powiat Kętrzyński (Kreis Rastenburg), bis 1998 der Woiwodschaft Olsztyn, seither der Woiwodschaft Ermland-Masuren zugehörig.

## Kirche
Vor 1945 war Annafeld in den Sprengel Schönfließ der evangelischen Pfarrei Schönfließ-Tolksdorf (polnisch Kraskowo-Tołkiny) in der Kirchenprovinz Ostpreußen der Kirche der Altpreußischen Union sowie in die katholische Korschen (polnisch Korsze) im Bistum Ermland eingegliedert. Heute gehört Polany katholischerseits zur Kirche in Kraskowo, die jetzt eine Filialkirche der Pfarrei Garbno (deutsch Lamgarben) im jetzigen Erzbistum Ermland ist. Evangelischerseits orientiert man sich zur Pfarrei Kętrzyn (Rastenburg) in der Diözese Masuren der Evangelisch-Augsburgischen Kirche in Polen.

## Verkehr
Polany liegt an der verkehrsreichen Woiwodschaftsstraße 592 (der einstigen deutschen Reichsstraße 135), die die Regionen Bartoszyce (Bartenstein), Kętrzyn (Rastenburg) und Giżycko (Lötzen) miteinander verbindet. Eine Bahnanbindung besteht nicht.